# Nancy Buirski
Nancy Florence Buirski, née le 24 juin 1945 et morte le 29 août 2023, est une réalisatrice de films documentaires, productrice et photographe américaine. 
Travaillant comme photographe et journaliste au New York Times, elle crée un festival de documentaires en 1994, puis se lance dans la réalisation en 2011. Son premier film, The Loving Story, reçoit un Emmy Award. Elle est également récompensée à la Mostra de Venise pour The Rape of Recy Taylor.

## Biographie

### Photographe et journaliste
Née le 24 juin 1945, Nancy Buirski est la fille de Helen Housten Cohen et Daniel S. Cohen. Elle grandit à New Rochelle dans l'État de New York et est diplômée de l'Université Adelphi à Garden City, avec la mention magna cum laude.  Tout d'abord employée par l'Agence Magnum, elle rejoint le  New York Times comme photographe et rédactrice au sein du service international. 
En 1994, la photographie prise par Kevin Carter, La Fillette et le Vautour, qu'elle sélectionne pour le journal et qui montre une petite fille soudanaise victime de la famine, permet au New York Times de remporter son premier prix Pulitzer pour un reportage photographique. 
La même année, Nancy Buirski est co-autrice de Earth Angels : Migrant Children in America. Ce livre inclut 150 photographies d'enfants de travailleurs agricoles migrants prises par elle à New York, en Floride, en Californie, à Washington et au Texas, les montrant  en train de jouer, mais aussi de travailler pendant la journée et d'aller à l'école le soir. Le livre soulève des questions liées à l'exposition aux pesticides et à d'autres dangers, à la chaleur accablante, aux bas salaires et aux mauvaises conditions de logement,.

### Documentariste et productrice
En 1998, Nancy Buirski crée le Full Frame Documentary Film Festival (en), en collaboration avec le Center for Documentary Studies (en) de l'Université Duke à Durham en Caroline du Nord. Dirigeant ce festival pendant dix ans, elle ne réalise cependant pas elle-même de documentaire avant The Loving Story en 2011, qui a pour sujet  Mildred et Richard Loving, un couple interracial. Mariés dans le district de Columbia en 1958, ils ignorent que leur mariage est illégal en Virginie où ils vivent, et ne peuvent éviter la prison qu'en acceptant de quitter cet État. Après une longue bataille juridique, la Cour suprême se prononcee à l'unanimité en leur faveur en 1967,. 
Financé par la Fondation nationale pour les sciences humaines, The Loving Story est présenté au Full Frame Documentary Film Festival. En lice aux Oscars dans la catégorie Meilleur documentaire, Il remporte un Emmy Award, sa réalisatrice recevant un prix aux Peabody Awards en 2012,. Le documentaire inspire le réalisateur Jeff Nichols  pour le film Loving (2016), dont Nancy Buirski est productrice.
Son deuxième documentaire, Afternoon of a Faun : Tanaquil Le Clercq (2013), reprend l'histoire de Tanaquil Le Clercq, danseuse étoile qui contracte la poliomyélite en 1956 lors d'une tournée et reste paralysée jusqu'à la fin de sa vie. En 2015, By Sidney Lumet dresse un portrait du réalisateur américain Sidney Lumet. Il y parle de ses films, se souvient de ses collègues, de sa famille et de ses amis et revient sur le début de sa carrière en tant qu'acteur dans une troupe de théâtre juive. Les deux films sont coproduits par American Masters/PBS,.
En 2017, Nancy Buirski  réalise The Rape of Recy Taylor. Recy Taylor est une jeune femme afro-américaine d'Abbeville en Alabama, enlevée en 1944 à la sortie d'une église et violée collectivement par six hommes blancs. Malgré les aveux partiels de plusieurs d'entre eux, deux grands jurys refusent de les inculper et aucune charge n'est retenue contre eux. En 2011, la législature de l'Alabama s'excuse officiellement au nom de l'État « pour son incapacité à poursuivre ses agresseurs ». Le film reçoit le prix des Nuits des droits de l'homme lors de la 74e édition du Festival international du film de Venise,.
Elle est par ailleurs membre de l'Academy of Motion Picture Arts and Sciences et de la Television Academy of Arts and Sciences. Outre ses documentaires, elle produit plusieurs collections de courts métrages au format 35 mm Full Frame, et une collection de longs métrages documentaires. The Katrina Experience est une collection de films sur l'ouragan Katrina, tandis que Time Piece rassemble des courts métrages turcs et américains. Elle réalise également Althea (2014), un film sur la joueuse de tennis noire Althea Gibson, et Crime on The Bayou (en) (2021) et enfin Desperate Souls, Dark City and the Legend of Midnight Cowboy (en) (2022).
Nancy Buirski meurt le 29 août 2023 à l'âge de 78 ans,.

### Œuvres

#### Publications
- (en) Nancy Buirski, Earth Angels: Migrant Children in America, Pomegranate Artbooks, 1994, 144 p. (ISBN 978-0-876-54073-2)

#### Filmographie
- The Loving Story (2011)
- Afternoon of a Faun: Tanaquil Le Clercq (2013)
- Althea (2014)
- By Sidney Lumet (2015)
- The Rape of Recy Taylor (2017)
- Crime on The Bayou (2021)
- Desperate Souls, Dark City and the Legend of Midnight Cowboy (2022)